# Rufus E. Lester
Rufus Ezekiel Lester, född 12 december 1837 i Burke County, Georgia, död 16 juni 1906 i Washington, D.C., var en amerikansk demokratisk politiker. Han var ledamot av USA:s representanthus från 1889 fram till sin död. 
Lester utexaminerades 1857 från Mercer University, studerade sedan juridik och inledde sin karriär som advokat i Savannah. Han var borgmästare i Savannah 1883–1889. Lester efterträdde 1889 Thomas M. Norwood som kongressledamot.
Lester avled 1906 i ämbetet och gravsattes på Bonaventure Cemetery i Savannah.